# Liste des monuments historiques de Reims
Cet article recense les monuments historiques de Reims, en France.

## Liste
| Monument                                         | Adresse                                                                       | Coordonnées                      | Notice         | Protection                              | Date           | Illustration                                    |
| ------------------------------------------------ | ----------------------------------------------------------------------------- | -------------------------------- | -------------- | --------------------------------------- | -------------- | ----------------------------------------------- |
| Abbaye Saint-Remi de Reims                       | 53 rue Simon                                                                  | 49° 14′ 36″ nord, 4° 02′ 29″ est | « PA00078773 » | Classé                                  | 1889 1920 1933 | Abbaye Saint-Remi de Reims                      |
| Hôpital américain de Reims                       | 47 rue Cognacq-Jay                                                            | 49° 13′ 48″ nord, 4° 00′ 59″ est | « PA51000030 » | Inscrit                                 | 2023           | Hôpital américain de Reims                      |
| Circuit de Reims-Gueux                           |                                                                               | 49° 15′ 15″ nord, 3° 55′ 51″ est | « PA51000015 » | Inscrit                                 | 2009           | Circuit de Reims-Gueux                          |
| Ancienne Douane actuellement la sous-préfecture. | 4 place Royale Rue du Cloître Rue du Grand-Credo                              | 49° 15′ 29″ nord, 4° 01′ 54″ est | « PA00078805 » | Classé                                  | 1953           | Ancienne Douaneactuellement la sous-préfecture. |
| Basilique Saint-Remi                             | 55 rue Simon                                                                  | 49° 14′ 35″ nord, 4° 02′ 31″ est | « PA00078785 » | Classé                                  | 1840           | Basilique Saint-Remi                            |
| Bibliothèque Carnegie                            | 2 place Carnégie                                                              | 49° 15′ 11″ nord, 4° 02′ 07″ est | « PA00078775 » | Inscrit                                 | 1983           | Bibliothèque Carnegie                           |
| Cathédrale Notre-Dame                            | Rue du Trésor                                                                 | 49° 15′ 13″ nord, 4° 02′ 02″ est | « PA00078776 » | Classé                                  | 1862 1920      | Cathédrale Notre-Dame                           |
| Cellier d'expédition Mumm                        | 4bis rue de Mars                                                              | 49° 15′ 30″ nord, 4° 01′ 56″ est | « PA51000002 » | Inscrit                                 | 1997           | Cellier d'expédition Mumm                       |
| Chapelle Foujita                                 | Rue du Champ-de-Mars                                                          | 49° 15′ 51″ nord, 4° 02′ 17″ est | « PA00078928 » | Inscrit                                 | 1992           | Image manquante Téléverser                      |
| Chapelle Sainte-Croix                            | Cimetière du Nord (Reims)                                                     | 49° 15′ 42″ nord, 4° 01′ 54″ est | « PA00078777 » | Classé                                  | 1927           | Chapelle Sainte-Croix                           |
| Cinéma-opéra                                     | 9-11 rue de Thillois                                                          | 49° 15′ 14″ nord, 4° 01′ 38″ est | « PA00078778 » | Inscrit                                 | 1981           | Cinéma-opéra                                    |
| Cirque                                           | 2 boulevard du Général-Leclerc                                                | 49° 15′ 29″ nord, 4° 01′ 54″ est | « PA00132588 » | Inscrit                                 | 1994           | Cirque                                          |
| Collège des Jésuites                             | Place Museux                                                                  | 49° 14′ 48″ nord, 4° 02′ 25″ est | « PA00078779 » | Classé                                  | 1921 1933      | Collège des Jésuites                            |
| Couvent des Cordeliers                           | Rue Voltaire, rue des Résinets et de l'Isle                                   | 49° 15′ 29″ nord, 4° 01′ 54″ est | « PA00078780 » | Classé                                  | 1925           | Couvent des Cordeliers                          |
| Couvent des Jacobins                             | Rue des Jacobins Rue Hincmar                                                  | 49° 15′ 06″ nord, 4° 01′ 54″ est | « PA00078781 » | Inscrit                                 | 1981           | Couvent des Jacobins                            |
| Cryptoportique                                   | Place du Forum (Reims)                                                        | 49° 15′ 29″ nord, 4° 01′ 54″ est | « PA00078788 » | Classé                                  | 1923           | Cryptoportique                                  |
| Église Saint-Jacques                             | Rue Marx-Dormoy                                                               | 49° 15′ 14″ nord, 4° 01′ 42″ est | « PA00078782 » | Classé                                  | 1912           | Église Saint-Jacques                            |
| Église Saint-Michel                              | Cour du Chapitre cathédral de Reims                                           | 49° 15′ 17″ nord, 4° 02′ 01″ est | « PA00078783 » | Classé                                  | 1920           | Église Saint-Michel                             |
| Église Saint-Nicaise                             | Rue de la Marne                                                               | 49° 14′ 53″ nord, 4° 03′ 18″ est | « PA00078784 » | Classé                                  | 2002           | Église Saint-Nicaise                            |
| Fontaine des Carmes (ou fontaine du Barbâtre)    | Rue Barbâtre Rue des Carmes                                                   | 49° 14′ 51″ nord, 4° 02′ 28″ est | « PA00078787 » | Classé                                  | 1923           | Fontaine des Carmes (ou fontaine du Barbâtre)   |
| Fontaine des Boucheries                          | Place Jules-Lobet                                                             | 49° 15′ 28″ nord, 4° 01′ 45″ est | « PA00078786 » | Classé                                  | 1927           | Fontaine des Boucheries                         |
| Halles centrales                                 | Rue du Boulingrin Rue du Temple Rue de Mars Rue Olivier-Metra                 | 49° 15′ 37″ nord, 4° 01′ 55″ est | « PA00078789 » | Classé                                  | 1990           | Halles centrales                                |
| Hôtel de Bézannes                                | 8 Cours Jean-Baptiste Langlet                                                 | 49° 15′ 29″ nord, 4° 01′ 54″ est | « PA00078790 » | Classé                                  | 1920           | Hôtel de Bézannes                               |
| Hôtel Maupinot                                   | 142 rue Barbâtre                                                              | 49° 14′ 45″ nord, 4° 02′ 33″ est | « PA00078817 » | Classé détruit lors de la Grande Guerre | 1920           | Hôtel Maupinot                                  |
| Hôtel Ponsardin                                  | 30 rue Cérès                                                                  | 49° 15′ 29″ nord, 4° 01′ 54″ est | « PA00078793 » | Classé Inscrit                          | 1950 2023      | Hôtel Ponsardin                                 |
| Hôtel des postes                                 | 6-8-10 place Royale 2-4 rue Cérès Rue Grand-Crédo                             | 49° 15′ 20″ nord, 4° 02′ 05″ est | « PA00078794 » | Classé                                  | 1953           | Hôtel des postes                                |
| Hôtel de La Salle à Reims                        | 6 rue de l'Arbalète                                                           | 49° 15′ 24″ nord, 4° 01′ 56″ est | « PA00078816 » | Classé                                  | 1920           | Hôtel de La Salle à Reims                       |
| Hôtel de ville                                   | Place de l'Hôtel-de-Ville                                                     | 49° 15′ 29″ nord, 4° 01′ 54″ est | « PA00078795 » | Classé                                  | 1862 1922 1952 | Hôtel de ville                                  |
| Hôtel-Dieu                                       | Place du Cardinal-Luçon                                                       | 49° 15′ 15″ nord, 4° 01′ 54″ est | « PA00078791 » | Classé                                  | 1930           | Hôtel-Dieu                                      |
| Immeuble                                         | 1975 avenue Albert-Einstein                                                   | 49° 15′ 19″ nord, 4° 02′ 01″ est | « PA00078797 » | Classé                                  | 1954           | Immeuble                                        |
| Immeuble                                         | 2 rue Bertin                                                                  | 49° 15′ 22″ nord, 4° 02′ 03″ est | « PA00078796 » | Classé                                  | 1954           | Immeuble                                        |
| Porte du Chapitre                                | 15 rue Carnot Cour du Chapitre cathédral de Reims                             | 49° 15′ 18″ nord, 4° 01′ 59″ est | « PA00078798 » | Classé                                  | 1922           | Porte du Chapitre                               |
| Immeuble                                         | 1 rue de la Grue                                                              | 49° 15′ 21″ nord, 4° 02′ 07″ est | « PA00078800 » | Classé                                  | 1921           | Immeuble                                        |
| Immeuble                                         | Rue du Lycée                                                                  | 49° 15′ 19″ nord, 4° 02′ 01″ est | « PA00078802 » | Classé                                  | 1953           | Immeuble                                        |
| Immeuble                                         | 2 place Royale Rue du Cloître 1 rue Carnot                                    | 49° 15′ 19″ nord, 4° 02′ 01″ est | « PA00078803 » | Classé                                  | 1925           | Immeuble                                        |
| Immeuble                                         | 3 place Royale                                                                | 49° 15′ 21″ nord, 4° 02′ 01″ est | « PA00078804 » | Classé                                  | 1954           | Immeuble                                        |
| Immeuble                                         | 5 place Royale                                                                | 49° 15′ 21″ nord, 4° 02′ 01″ est | « PA00078806 » | Classé                                  | 1925           | Immeuble                                        |
| Immeuble                                         | 7 place Royale                                                                | 49° 15′ 21″ nord, 4° 02′ 01″ est | « PA00078807 » | Classé                                  | 1925           | Immeuble                                        |
| Immeuble                                         | 9 place Royale                                                                | 49° 15′ 21″ nord, 4° 02′ 02″ est | « PA00078808 » | Classé                                  | 1925           | Immeuble                                        |
| Immeuble                                         | 11 place Royale 1 rue Bertin                                                  | 49° 15′ 21″ nord, 4° 02′ 03″ est | « PA00078809 » | Classé                                  | 1953           | Immeuble                                        |
| Immeuble                                         | 13 place Royale                                                               | 49° 15′ 21″ nord, 4° 02′ 04″ est | « PA00078810 » | Classé                                  | 1953           | Immeuble                                        |
| Immeuble                                         | 15 place Royale 1 rue Cérès                                                   | 49° 15′ 20″ nord, 4° 02′ 05″ est | « PA00078811 » | Classé                                  | 1954           | Immeuble                                        |
| Caves sur deux niveaux                           | 1bis rue A. Réville.                                                          | 49° 15′ 33″ nord, 4° 01′ 55″ est | « PA00078812 » | Inscrit                                 | 1930           | Caves sur deux niveaux                          |
| maison des comtes de Champagne                   | 22 rue de Tambour                                                             | 49° 15′ 27″ nord, 4° 01′ 59″ est | « PA00078813 » | Classé                                  | 1923 1933      | maison des comtes de Champagne                  |
| Immeuble                                         | 1 rue Trudaine                                                                | 49° 15′ 20″ nord, 4° 02′ 00″ est | « PA00078814 » | Classé                                  | 1954           | Immeuble                                        |
| Immeuble                                         | 2 rue Trudaine                                                                | 49° 15′ 21″ nord, 4° 02′ 01″ est | « PA00078815 » | Classé                                  | 1953           | Image manquante Téléverser                      |
| Immeuble                                         | 1 rue Colbert                                                                 | 49° 15′ 22″ nord, 4° 02′ 02″ est | « PA00078799 » | Classé                                  | 1954           | Immeuble                                        |
| Maison                                           | 2 rue Colbert                                                                 | 49° 15′ 22″ nord, 4° 02′ 02″ est | « PA00078818 » | Classé                                  | 1953           | Maison                                          |
| Maison                                           | 5 rue du Marc                                                                 | 49° 15′ 28″ nord, 4° 02′ 02″ est | « PA00078801 » | Inscrit                                 | 1992           | Maison                                          |
| Maison Margotin                                  | 16 place Léon-Bourgeois                                                       | 49° 15′ 30″ nord, 4° 02′ 06″ est | « PA51000032 » | Inscrit                                 | 2024           | Image manquante Téléverser                      |
| Maison des Musiciens Maison des Ménétriers       | 18-20 rue du Tambour                                                          | 49° 15′ 27″ nord, 4° 01′ 59″ est | « PA00078819 » | Classé                                  | 1862           | Maison des Musiciens Maison des Ménétriers      |
| Maison à pans de bois                            | 22-24 Place Saint-Timothée Rue Saint-Julien                                   | 49° 14′ 36″ nord, 4° 02′ 37″ est | « PA00078820 » | Inscrit                                 | 1970           | Maison à pans de bois                           |
| Musée des beaux-arts                             | 8 rue Chanzy                                                                  | 49° 15′ 12″ nord, 4° 01′ 51″ est | « PA00078772 » | Classé Inscrit                          | 1921 1971      | Musée des beaux-arts                            |
| Musée de la Reddition                            | 10 rue Franklin-Roosevelt                                                     | 49° 15′ 47″ nord, 4° 01′ 37″ est | « PA00078828 » | Classé                                  | 1985           | Musée de la Reddition                           |
| Musée-hôtel Le Vergeur                           | 1 rue du Marc Rue Pluche 36 place du Forum                                    | 49° 15′ 26″ nord, 4° 02′ 03″ est | « PA00078792 » | Classé                                  | 1990           | Musée-hôtel Le Vergeur                          |
| Palais du Tau                                    | Place du Cardinal-Luçon                                                       | 49° 15′ 12″ nord, 4° 02′ 05″ est | « PA00078774 » | Classé                                  | 1907           | Palais du Tau                                   |
| Parc de Champagne                                | Avenue du Général-Giraud                                                      | 49° 14′ 27″ nord, 4° 03′ 21″ est | « PA51000012 » | Inscrit                                 | 2004           | Parc de Champagne                               |
| Pavillon de Muire                                | Rue Linguet                                                                   | 49° 15′ 32″ nord, 4° 02′ 02″ est | « PA00078821 » | Classé                                  | 1920           | Pavillon de Muire                               |
| Piscine du Tennis-Club                           | 15 rue Lagrive                                                                | 49° 15′ 01″ nord, 4° 02′ 42″ est | « PA51000007 » | Inscrit                                 | 2001           | Piscine du Tennis-Club                          |
| Place Royale                                     | Place Royale                                                                  | 49° 15′ 20″ nord, 4° 02′ 03″ est | « PA00078822 » | Classé                                  | 1952           | Place Royale                                    |
| Porte Bazée                                      | 30 rue de l'Université 1-3 rue Vauthier-Lenoir 2 rue Voltaire Rue de Courtrai | 49° 15′ 09″ nord, 4° 02′ 14″ est | « PA00078824 » | Classé                                  | 1981           | Porte Bazée                                     |
| Porte de Mars                                    | Place de la République                                                        | 49° 15′ 38″ nord, 4° 01′ 48″ est | « PA00078825 » | Classé                                  | 1840           | Porte de Mars                                   |
| Porte de Paris                                   | Rue de Bir-Hakeim (la grille) 10 avenue de Paris (les piliers)                | 49° 15′ 20″ nord, 4° 01′ 20″ est | « PA00078826 » | Classé                                  | 1919           | Porte de Paris                                  |
| Porte de la Pourcelette                          | 1 rue d'Anjou (Reims)                                                         | 49° 15′ 10″ nord, 4° 02′ 02″ est | « PA00078823 » | Inscrit                                 | 1929           | Porte de la Pourcelette                         |
| Poudrière                                        | Butte Saint-Nicaise Avenue du Général-Giraud                                  | 49° 14′ 34″ nord, 4° 02′ 50″ est | « PA00078827 » | Classé                                  | 1920           | Poudrière                                       |
| Synagogue                                        | 49 rue Clovis                                                                 | 49° 14′ 57″ nord, 4° 01′ 48″ est | « PA00078920 » | Inscrit                                 | 1989           | Synagogue                                       |
| Villa Douce                                      | 9 boulevard de la Paix                                                        | 49° 15′ 21″ nord, 4° 02′ 27″ est | « PA00078929 » | Inscrit                                 | 1992           | Villa Douce                                     |